# Ściana nad Skokiem

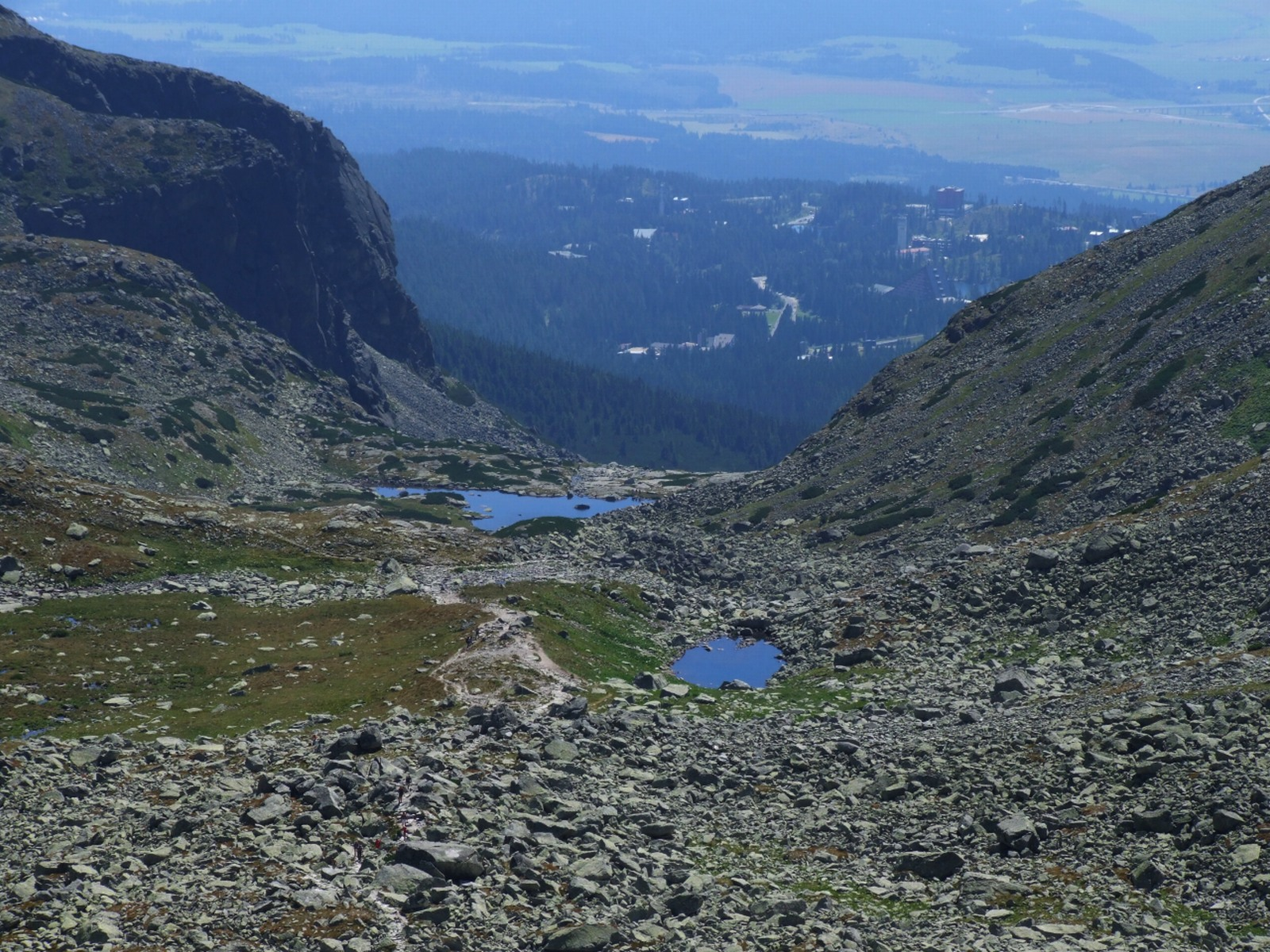
Po lewej stronie Turnia nad Skokiem

Turnia nad Skokiem (słow. Veža nad Skokom) – wznosząca się na wysokość 1860 m n.p.m. turnia w Dolinie Młynickiej w słowackich Tatrach Wysokich. Wznosi się w orograficznie lewych jej zboczach, w okolicy Stawu pod Skokiem. Jej nazwa pochodzi od wodospadu Skok. Turnia jest pionowo podciętą przez lodowiec boczną granią odchodzącą od Skrajnej Baszty.